# Денні Велбек
Де́нні Ве́лбек (англ. Danny Welbeck, нар. 26 листопада 1990, Манчестер, Англія) — англійський футболіст ганського походження, нападник збірної Англії та «Брайтона».

## Клубна кар'єра
Вихованець футбольної школи клубу «Манчестер Юнайтед». Дорослу футбольну кар'єру розпочав 2008 року в основній команді того ж клубу, в якій провів два сезони, взявши участь лише у 8 матчах чемпіонату. За цей час виборов титул чемпіона Англії та двічі ставав володарем Кубка англійської ліги.

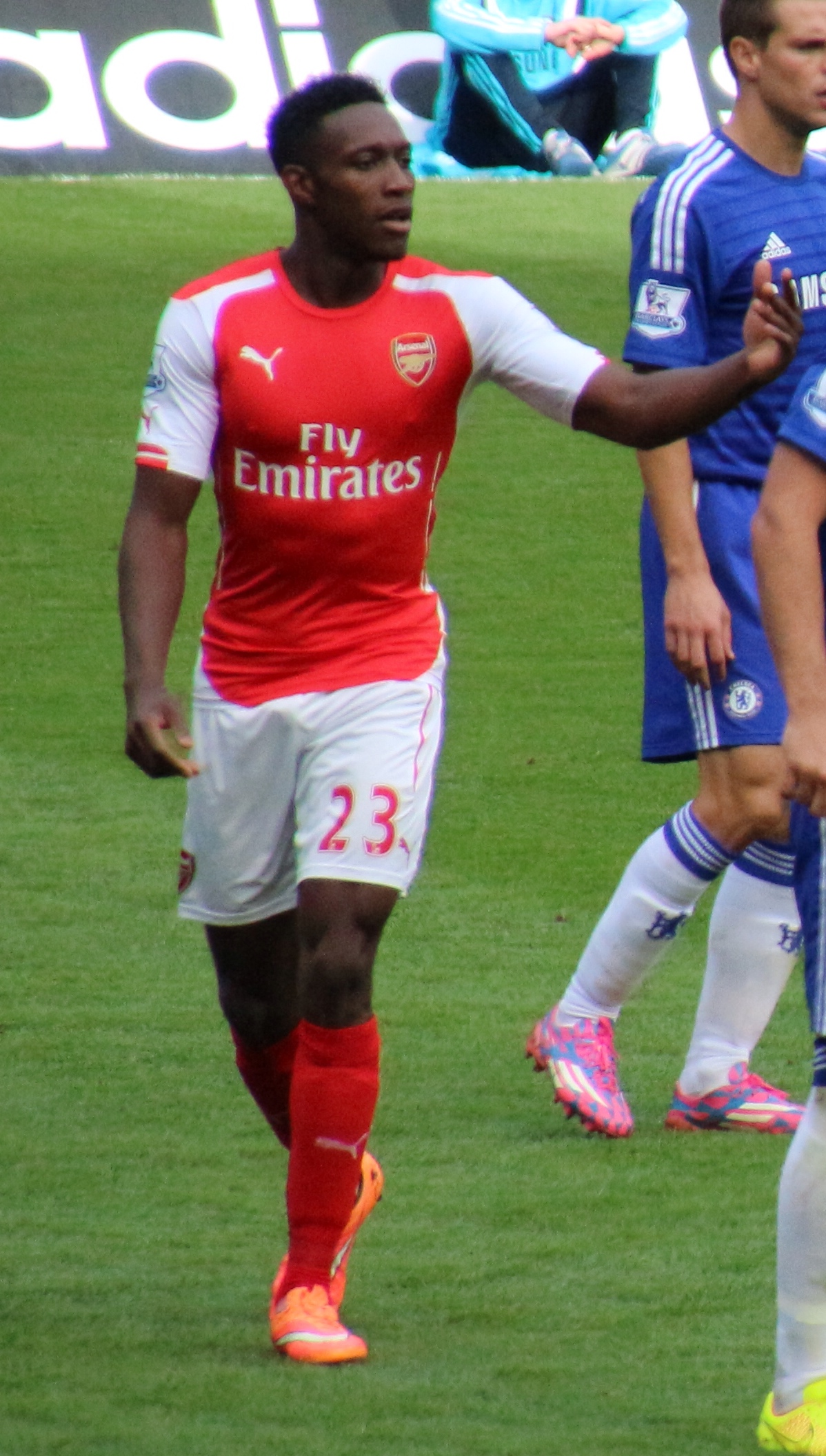
Денні Велбек під час виступів за «Арсенал». 5 жовтня 2014

Протягом 2010 року грав на правах оренди за «Престон Норт-Енд», а наступний сезон за «Сандерленд». Більшість часу, проведеного у складі «Сандерленда», був основним гравцем атакувальної ланки команди.
До основного складу «Манчестер Юнайтед» повернувся влітку 2011 року і швидко став основним гравцем, допомігши «червоним дияволам» виграти чемпіонство у сезоні 2012/13, а також зіграв у матчах на Суперкубок Англії у 2011 і 2013 роках.
1 вересня 2014 перейшов в лондонський «Арсенал» за £16 млн. У першому сезоні відіграв за «канонірів» 25 матчів в національному чемпіонаті, проте у квітні 2015 року отримав серйозну травму, через яку вибув до кінця року, пропустивши в тому числі і виграний лондонцями фінал Кубка Англії та національний Суперкубок. Повернувся на поле лише 14 лютого 2016 року в матчі Прем'єр-ліги проти лідера чемпіонату «Лестер Сіті» (2:1), замінивши на 83 хвилині Алекса Окслейда-Чемберлена і в компенсований час забив переможний гол, які допоміг скоротити «каконірам» відставання від лідера.
Наприкінці сезону 2015/16 знову зазнав травми коліна, відновлення від якої тривало близько 9 місяців. В результаті в сезоні 2016/17 провів у чемпіонаті лише 16 матчів.
По ходу сезону 2017/18 також мав проблеми з травмами, проте не настільки тривалими і провів у Прем'єр-лізі вже 28 ігор.
Літом 2019 року підписав контракт на невідомий термін з «Вотфордом». Дебютував за «Вотфорд» у матчі проти «Евертона», який закінчився для команди Денні поразкою з рахунком 1:0. 6 жовтня 2020 року покинув клуб.
18 жовтня 2020 року підписав річний контракт з «Брайтоном».

## Виступи за збірні
2006 року дебютував у складі юнацької збірної Англії і допоміг команді пробитися на юнацький чемпіонат Європи (до 17 років) 2007 року. На цьому турнірі Англія завоювала срібні медалі, поступившись лише Іспанії, що дозволило їй пробитися на юнацький чемпіонат світу (до 17 років) в Південній Кореї. На ньому Велбек забив два голи в ворота Нової Зеландії і допоміг Англії, яка вперше брала участь в цьому турнірі, досягти чвертьфіналу. Всього взяв участь у 21 грі на юнацькому рівні, відзначившись 6 забитими голами.
Протягом 2009—2011 років залучався до складу молодіжної збірної Англії, разом з якою був учасником молодіжного Євро-2011, на якому забив 2 голи, але англійці не вийшли з групи. Всього на молодіжному рівні зіграв у 14 офіційних матчах, забив 5 голів.
29 березня 2011 року дебютував в офіційних іграх у складі національної збірної Англії в товариському матчі проти збірної Гани. Перший гол за збірну забив 2 червня 2012 року у п'ятій грі в ворота Бельгії. Наразі провів у формі головної команди країни 3 матчі.
Потрапив в заявку команди на Євро-2012. На турнірі в грі зі Швецією за рахунку 2:2 на 78-й хвилині гри забив унікальний по незвичайності і красі виконання переможний гол у ворота шведів — рухаючись боком, а потім спиною до чужих воріт і отримавши прострільну передачу з правого флангу, трохи проскочивши її, пропустив м'яч перед лівою опорною ногою і завдав удару правою ногою у напрямку спереду-назад, тобто в напрямку воріт суперника. М'яч влетів у незахищений правий від воротаря кут воріт, який в момент удару можливо міг бачити тільки спину Денні (гра так і завершилася з рахунком 3:2 на користь Англії).
2014 року був включений до заявки збірної на тогорічний чемпіонат світу у Бразилії, на якому зіграв у двох матчах.
Чемпіонат Європи 2016 змушений був пропустити через травму.
16 травня 2018 року був включений до заявки національної команди на чемпіонат світу 2018.
| Дата       | Місто         | Господарі  | Результат             | Гості      | Турнір                  | Голи | Примітки |
| ---------- | ------------- | ---------- | --------------------- | ---------- | ----------------------- | ---- | -------- |
| 29-03-2011 | Лондон        | Англія     | 1 – 1                 | Гана       | товариський матч        | -    |          |
| 07-10-2011 | Подгориця     | Чорногорія | 2 – 2                 | Англія     | Відбір до ЧЄ 2012       | -    |          |
| 12-11-2011 | Лондон        | Англія     | 1 – 0                 | Іспанія    | товариський матч        | -    |          |
| 29-02-2012 | Лондон        | Англія     | 2 – 3                 | Нідерланди | товариський матч        | -    |          |
| 02-06-2012 | Лондон        | Англія     | 1 – 0                 | Бельгія    | товариський матч        | 1    |          |
| 11-06-2012 | Донецьк       | Франція    | 1 – 1                 | Англія     | ЧЄ 2012 - груповий етап | -    |          |
| 15-06-2012 | Київ          | Швеція     | 2 – 3                 | Англія     | ЧЄ 2012 - груповий етап | 1    |          |
| 19-06-2012 | Донецьк       | Англія     | 1 – 0                 | Україна    | ЧЄ 2012 - груповий етап | -    |          |
| 24-06-2012 | Київ          | Англія     | 0 – 0 д.ч. (2-4 п.п.) | Італія     | ЧЄ 2012 - чвертьфінал   | -    |          |
| 07-09-2012 | Кишинів       | Молдова    | 0 – 5                 | Англія     | Відбір до ЧС 2014       | -    |          |
| 11-09-2012 | Лондон        | Англія     | 1 – 1                 | Україна    | Відбір до ЧС 2014       | -    |          |
| 12-10-2012 | Лондон        | Англія     | 5 – 0                 | Сан-Марино | Відбір до ЧС 2014       | 2    |          |
| 17-10-2012 | Варшава       | Польща     | 1 – 1                 | Англія     | Відбір до ЧС 2014       | -    |          |
| 14-11-2012 | Стокгольм     | Швеція     | 4 – 2                 | Англія     | товариський матч        | 1    |          |
| 06-02-2013 | Лондон        | Англія     | 2 – 1                 | Бразилія   | товариський матч        | -    |          |
| 26-03-2013 | Подгориця     | Чорногорія | 1 – 1                 | Англія     | Відбір до ЧС 2014       | -    |          |
| 14-08-2013 | Лондон        | Англія     | 3 – 2                 | Шотландія  | товариський матч        | 1    |          |
| 06-09-2013 | Лондон        | Англія     | 4 – 0                 | Молдова    | Відбір до ЧС 2014       | 2    |          |
| 11-10-2013 | Лондон        | Англія     | 4 – 1                 | Чорногорія | Відбір до ЧС 2014       | -    |          |
| 15-10-2013 | Лондон        | Англія     | 2 – 0                 | Польща     | Відбір до ЧС 2014       | -    |          |
| 05-03-2014 | Лондон        | Англія     | 1 – 0                 | Данія      | товариський матч        | -    |          |
| 30-05-2014 | Лондон        | Англія     | 3 – 0                 | Перу       | товариський матч        | -    |          |
| 04-06-2014 | Маямі-Ґарденс | Еквадор    | 2 – 2                 | Англія     | товариський матч        | -    |          |
| 07-06-2014 | Маямі-Ґарденс | Англія     | 0 – 0                 | Гондурас   | товариський матч        | -    |          |
| 14-06-2014 | Манаус        | Англія     | 1 – 2                 | Італія     | ЧС 2014 - груповий етап | -    |          |
| 19-06-2014 | Сан-Паулу     | Уругвай    | 2 – 1                 | Англія     | ЧС 2014 - груповий етап | -    |          |
| 03-09-2014 | Лондон        | Англія     | 1 – 0                 | Норвегія   | товариський матч        | -    |          |
| 08-09-2014 | Базель        | Швейцарія  | 0 – 2                 | Англія     | Відбір до ЧЄ 2016       | 2    |          |
| 09-10-2014 | Лондон        | Англія     | 5 – 0                 | Сан-Марино | Відбір до ЧЄ 2016       | 1    |          |
| 12-10-2014 | Таллінн       | Естонія    | 0 – 1                 | Англія     | Відбір до ЧЄ 2016       | -    |          |
| 15-11-2014 | Лондон        | Англія     | 3 – 1                 | Словенія   | Відбір до ЧЄ 2016       | 2    |          |
| 18-11-2014 | Глазго        | Шотландія  | 1 – 3                 | Англія     | товариський матч        | -    |          |
| 27-03-2015 | Лондон        | Англія     | 4 – 0                 | Литва      | Відбір до ЧЄ 2016       | 1    | 77'      |
| 26-3-2016  | Берлін        | Німеччина  | 2 – 3                 | Англія     | товариський матч        | -    | 71'      |
| 1-9-2017   | Та-Калі       | Мальта     | 0 – 4                 | Англія     | Відбір до ЧС 2018       | 1    | 76'      |
| 4-9-2017   | Лондон        | Англія     | 2 – 1                 | Словаччина | Відбір до ЧС 2018       | -    | 84'      |
| 23-3-2018  | Амстердам     | Нідерланди | 0 – 1                 | Англія     | товариський матч        | -    | 68'      |
| 2-6-2018   | Лондон        | Англія     | 2 – 1                 | Нігерія    | товариський матч        | -    | 73'      |
| 7-6-2018   | Лідс          | Англія     | 2 – 0                 | Коста-Рика | товариський матч        | 1    | 61'      |
| Усього     |               | Матчів     | 39                    |            | Голів                   | 16   |          |

## Досягнення
«Манчестер Юнайтед»
- Чемпіон Англії: 2008–2009, 2012–2013
- Володар Кубка Футбольної ліги: 2008–2009, 2009–2010
- Володар Суперкубка Англії: 2011, 2013
- Клубний чемпіон світу: 2008

«Арсенал»
- Володар Кубка Англії: 2014–15, 2016–17
- Володар Суперкубка Англії: 2015, 2017